# Ben Tameifuna

a Compétitions nationales et continentales officielles uniquement.

b Matchs officiels uniquement.
Dernière mise à jour le 16 mai 2025.
Ben Tameifuna, né le 30 août 1991 à Auckland, est un joueur de rugby à XV néo-zélandais  évoluant au poste de pilier droit. International néo-zélandais chez les moins de 20 ans, il devient international tongien à partir de 2017.
Il remporte la Champions Cup avec l'Union Bordeaux Bègles en 2025.

## Biographie
Joueur de Hawkes Bay, il est sélectionné pour le championnat du monde junior 2011 en Italie, où il dispute quatre rencontres, toutes en tant que titulaire, dont la demi-finale contre l'Australie puis la finale victorieuse, sur le score de 33 à 22, contre l'Angleterre.
Dès l'année suivante, il dispute ses premiers matchs de Super Rugby avec les Chiefs, obtenant quinze titularisations sur les seize matchs qu'il dispute et inscrivant un essai contre les Hurricanes. Lors de sa deuxième saison, il inscrit six essais. Il est titulaire lors des deux rencontres de phase finale, face aux Crusaders puis aux Brumbies, remportant cette édition. Il inscrit deux autres essais en 2014. Il dispute encore quinze rencontres en 2015. Comme la saison précédente, les Chiefs sont battus lors du barrage, par les Brumbies en 2014 et par les Highlanders en 2015.
Une première annonce en janvier 2015 d'une signature d'un contrat de trois ans en faveur du club français du Racing-Metro est rapidement démentie. Également sollicité par le Stade toulousain, il rejoint finalement le club parisien, devenu Racing 92. Il déclare alors que la possibilité de représenter l'équipe de France dans l'avenir, après avoir respecté la règle de trois ans de présence, a joué dans sa venue dans le championnat français. Pourtant il choisit quelques mois plus tard de privilégier le maillot national des Tonga, aux dépens de la France et de la Nouvelle-Zélande.
Il est intégré pour la première fois dans le groupe parisien lors de la sixième journée de Top 14, contre le Stade français. Il participe à cinq des six journées de la phase de poule de la coupe d'Europe, dont quatre fois en tant que titulaire, inscrivant son premier essai avec le club parisien contre les Glasgow Warriors. Il est également titulaire lors de la demi-finale victorieuse contre les Leicester Tigers.
En 2016, il remporte le Top 14 avec son équipe du Racing 92. Il est un des hommes forts du parcours de son équipe en phase finale.
En 2019, il est retenu dans le groupe tongien pour disputer la Coupe du monde au Japon. Il dispute deux matchs dans cette compétition, contre l'Angleterre et l'Argentine.
Le 28 juin 2024, il est titulaire en finale du Top 14, organisée exceptionnellement au Stade Vélodrome de Marseille, face au Stade toulousain. Initialement forfait à cause d'une lésion à l'épaule droite contractée lors du barrage contre le Racing 92, il est finalement aligné par Yannick Bru. Les Bordelais ne parviennent pas à inquiéter les Toulousains et s'inclinent sur le large score de 59 à 3.
Le 24 mai 2025, il est remplaçant en finale de la Champions Cup au Millennium Stadium de Cardiff face aux Northampton Saints et entre à la mi-temps à la place de Sipili Falatea. Les Bordelo-Bèglais s'imposent 28 à 20 face aux anglais et remportent ainsi le premier titre de l'histoire du club.

## Style de jeu
Doté d'un gabarit hors-norme (1,88 m pour 145 kg), il est réputé pour ses charges extrêmement puissantes et ses féroces placages. Très fort en mêlée, il jouit également d'une bonne mobilité notamment en termes d'accélération et possède une belle technique balle en main,. Son style de jeu axé sur la dimension physique, sa faculté d'accélération et son adresse technique le rapproche d'un Uini Atonio. Sa principale faiblesse réside dans son indiscipline, il est régulièrement pénalisé pour des fautes évitables.
Il est élu meilleur pilier droit de la saison 2016 du Top 14 par Rugbyrama.

## Palmarès
- Vainqueur du Championnat de France en 2016 avec le Racing 92.
- Finaliste du Championnat de France en 2024 et 2025 avec l'Union Bordeaux Bègles.
- Vainqueur de la Champions Cup en 2025 avec l'Union Bordeaux Bègles.